# بيت النبع (مبنى)

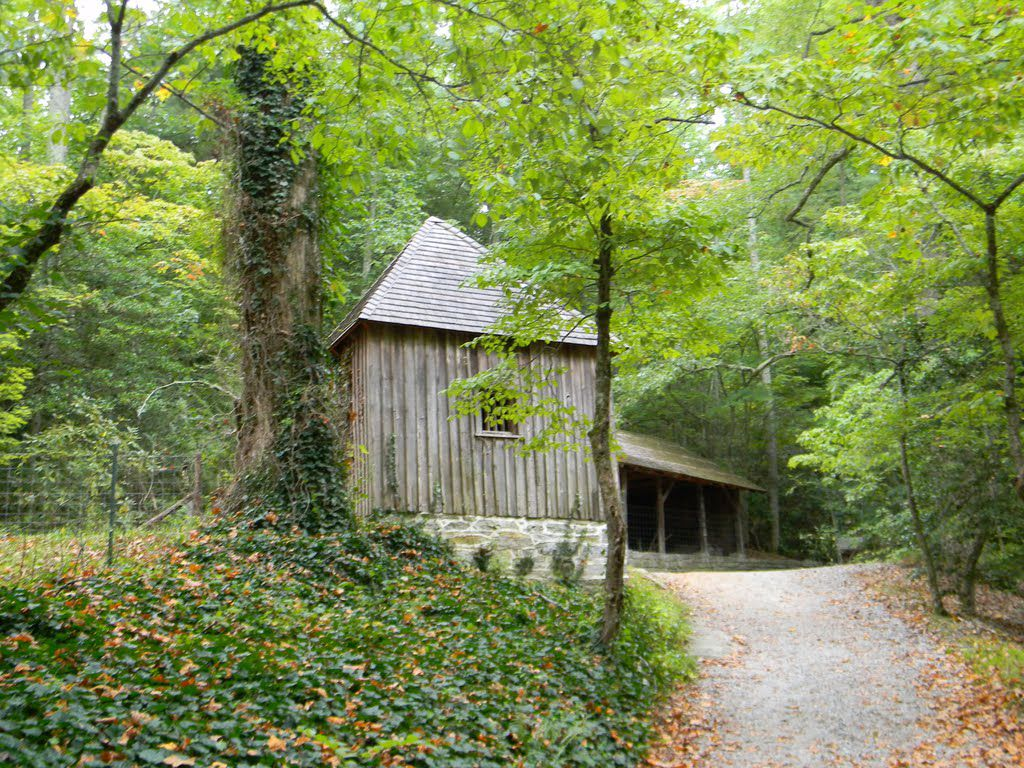
بيت النبع

بيت النبع (بالإنجليزية: Spring house)‏ هو مبنى صغير عادةً ما يحتوي على غرفة واحدة ويُبنى فوق ينبوع.

## الاستخدام
يُستخدم من أجل الحفاظ على نظافة مياه الينابيع عن طريق استبعاد الأوراق المتساقطة والحيوانات وما إلى ذلك، وكان يستخدم الهيكل المحيط للتبريد قبل ظهور خدمات التوصيل الجليدي والتبريد الكهربائي في وقت لاحق.